# Darius Force
Darius Force (ダライアスフォース Daraiasu Fōsu?), conocido en Estados Unidos como Super Nova, es un videojuego de matamarcianos para Super Nintendo publicado por Taito en 1993 como parte de la serie Darius.

## Argumento
La historia tiene lugar poco después de los eventos de otros títulos de la serie y cuenta que los Silver Hawks son enviados de nuevo para derrotar las aeronaves de guerra que quedan del Ejército Belsar (en ese entonces es renombrado a Belzer). Sin embargo no hay pruebas que indiquen que Belsar enviase las naves.

## Jugabilidad
Este es el primer juego en donde el usuario puede elegir uno de los 3 Silver Hawks: Origin (verde), que proviene del primer Darius, Second (azul), que proviene de Darius II y un tercero (rojo) que es exclusivo de este juego.
Existen orbes rojos (mejoran ataques aire-aire y bombas), azules (mejora el campo de fuerza) y verdes (aumenta el puntaje o da un S.H. extra). Además, puede tener una orbe que destruye enemigos a toda la pantalla si es destruida (como en Darius II) o activar un arma letal si es obtenida.
Una desventaja es que, como no hay barra de mejoras, si un S.H. es destruido, aparecerá otro sin mejoras del S.H. anterior. Además, al igual que el primer Darius en sus versiones arcade, el mapa de la zona retrocede drásticamente al inicio si un S.H. es destruido, con excepción de batallas contra el jefe de zona.
Por defecto, los jugadores presionan Y para ataques aire-aire y B para soltar bombas. Si estas teclas se mantienen presionadas por mucho tiempo, rebajará el nivel de mejoras. Las bombas y los ataques laterales pueden ser cambiados por defecto con R.
El sistema de zonas es distinto a los vistos en Darius 1 y II. Solo hay 15 zonas en total, pero el jugador puede elegir hacia arriba o a la derecha, con 3 posibles finales si el jugador completa una de las zonas L, N u O.

## Serie
1. Darius, Arcade (1986)
2. Darius II, Arcade (1989)
3. Darius Twin, SNES (1991)
4. Darius Force/Super Nova, SNES (1993)
5. Darius Gaiden, Arcade (1994)
6. G-Darius, Arcade (1997)
7. Dariusburst, PSP (2009), Arcade (2010)